# Лунделль, Антон
Антон Улоф Лунделль (фин. Anton Olof Lundell; род. 3 октября 2001, Эспоо, Южная Финляндия) — финский хоккеист, выступающий на позиции нападающего. Серебряный призёр чемпионата мира 2021 года. Лунделль считался главным перспективным игроком на драфте НХЛ 2020 года, где он был выбран двенадцатым в общем зачёте «Флорида Пантерз». Обладатель Кубка Стэнли 2024 и Кубка Стэнли 2025.

## Карьера
Антон Лунделль, который начал заниматься хоккеем в возрасте 4-х лет, является воспитанником ХК «Эспоо».
С 14 лет он выступал в чемпионате Финляндии среди игроков не старше 16 в составе ХИФК. Продолжая свое развитие в течение четвёртого сезона в клубе, Лунделль дебютировал в профессиональной карьере, забив девять голов и набрав 19 очков в 38 играх  лиги в сезоне 2018/19. Обладая потенциалом выдающегося двустороннего форварда, Лунделль продолжил свой сезон новичка, улучшив свои атакующие показатели, забив 10 голов и 28 очков в 44 играх регулярного сезона, прежде чем сезон 2019/20 был отменён из-за пандемии COVID-19.
Лунделль выиграл золотую медаль с юниорской сборной Финляндии на чемпионате мира среди юниоров 2019 года и выиграл золотую медаль на чемпионате мира до 18 лет, набрав шесть очков в семи играх. На МЧМ 2021 года Лунделль отправился в статусе капитана финской молодёжки.
Антон считает Павла Дацюка и Александра Баркова образцами для подражания.

## Достижения

### Командные
| Год  | Команда         | Достижение              | Достижение |
| ---- | --------------- | ----------------------- | ---------- |
| 2024 | Флорида Пантерз | Обладатель Кубка Стэнли |            |
| 2025 | Флорида Пантерз | Обладатель Кубка Стэнли |            |

### Статистика
| 2017–18          | ХИФК             | Высшая юношеская лига  | 22 | 8  | 12 | 20 | 6  | 9  | 1 | 1 | 2 | 4  |
| 2018–19          | ХИФК             | Высшая юношеская лига  | 10 | 6  | 9  | 15 | 6  | —  | — | — | — | —  |
| 2018–19          | ХИФК             | Финская хоккейная лига | 38 | 9  | 10 | 19 | 8  | 12 | 0 | 0 | 0 | 29 |
| 2019–20          | ХИФК             | Финская хоккейная лига | 44 | 10 | 18 | 28 | 18 | —  | — | — | — | —  |
| Общая статистика | Общая статистика | Общая статистика       | 82 | 19 | 28 | 47 | 26 | 12 | 0 | 0 | 0 | 29 |

### В сборной
| Год              | Команда          | Событие          | Результат        |    | Игры | Голы | Передачи | Очки | Штрафное время |
| ---------------- | ---------------- | ---------------- | ---------------- | -- | ---- | ---- | -------- | ---- | -------------- |
| 2017             | Финляндия (18)   | КВ               | 6-е              | 5  | 3    | 4    | 7        | 0    |                |
| 2018             | Финляндия        | ЮЧМ              | 1                | 7  | 2    | 4    | 6        | 2    |                |
| 2018             | Финляндия        | КГГ              | 7-е              | 4  | 1    | 1    | 2        | 16   |                |
| 2019             | Финляндия (мол.) | МЧМ              | 1                | 7  | 1    | 3    | 4        | 0    |                |
| 2019             | Финляндия        | ЮЧМ              | 7-е              | 5  | 2    | 2    | 4        | 6    |                |
| 2021             | Финляндия (мол.) | МЧМ              | 3                | 7  | 6    | 4    | 10       | 4    |                |
| Общая статистика | Общая статистика | Общая статистика | Общая статистика | 35 | 15   | 18   | 34       | 28   |                |